# Gouvernement Alfieri
Royaume de Sardaigne
Casati Perrone
Le gouvernement Alfieri (Governo Alfieri, en italien) est le gouvernement du royaume de Sardaigne entre le 15 août 1848 et le 11 novembre 1848, durant la Ire législature du royaume de Sardaigne.

## Historique

### Président du conseil des ministres
Cesare Alfieri di Sostegno

### Listes des ministres
- Ministres sans portefeuille : 
  - Federico Colla (du 15 août 1848 au 11 octobre 1848)
  - Gaspare Domenico Regis (du 15 août 1848 au 11 octobre 1848)
- Ministre des Affaires étrangères : Hector Perron de Saint-Martin
- Ministre de l'Intérieur : Pier Dionigi Pinelli
- Ministre de la Guerre : 
  - Antonio Franzini (du 18 août 1848 au 22 août 1848)
  - Giuseppe Dabormida (du 22 août 1848 au 11 octobre 1848)
- Ministre des Affaires ecclésiastiques, de la Grâce et de la Justice : 
  - Cesare Alfieri di Sostegno (du 15 août 1848 au 22 août 1848)
  - Felice Merlo (du 29 août 1848 au 11 octobre 1848)
- Ministre des Finances : Ottavio Thaon di Revel
- Ministre de l'Instruction publique : Carlo Bon Compagni di Mombello
- Ministre des Travaux publics : Pietro De Rossi di Santarosa
- Ministre de l'Agriculture et du Commerce : Cesare Alfieri di Sostegno